# 民国上海县政府旧址
31°02′48″N 121°24′14″E / 31.04667°N 121.40380°E
民国上海县政府旧址，是指1928年（民国十七年）至1949年期间，上海县县政府所在地旧址。位于现上海市闵行区颛桥镇沪闵路2550号大院内。2014年4月4日，上海市人民政府公布其为第八批上海市文物保护单位。

## 沿革
元朝至元二十九年（1292年），上海县建县，之后先后析地置青浦县、南汇县、川沙县等。民国十七年（1928年），上海特别市政府成立以后，上海县、市分治，上海县仅剩原县境西南的八个乡，后决定迁治北桥，并选定在沪闵路以西重建新的县政府。房屋图案由大方建筑公司设计，工程由中华营造厂承造。1932年6月11日开工，1933年修建完成上海县政府大楼。大楼为东西向三层，最高的正门上面有二间房屋为三层楼，其余十间为二层楼。同年1月9日，民国上海县政府从南市蓬莱路迁入。1937年11月11日，日军入侵并占领北桥，上海县政府迁走，房屋为侵华日军占领。抗日战争结束后，1948年县政府重新修缮，并于6月15日，政府迁回。1949年5月15日，中国人民解放军进驻北桥。5月16日，中国共产党上海县委员会接管了上海县政府，成立上海县人民政府。
1954年，上海县人民政府迁走（1960年再迁至莘庄），原址成为部队营房。之后因年久失修，旧址遭受破损严重。2006年，按照1945年影像，闵行区政府与驻区南京军区部队共同筹资重建修复单位修缮，新楼保留了旧址的原有建筑结构以及1933年《上海县迁治志略》青石刻碑。2000年9月30日，闵行区政府公布其为闵行区文物保护单位。2014年4月4日，上海市人民政府公布其为第八批上海市文物保护单位。